# PlanetRomeo
PlanetRomeo는 게이, 양성애자, 트랜스젠더 남성을 위한 메신저 기능을 갖는 데이트 소셜 네트워크 서비스이다. 독일 베를린에 있는 PlanetRomeo GmbH에서 2002년 10월에 공개되었다. 회사의 통계에 따르면, 독일어권에서 위 대상자를 위한 최대 인터넷 커뮤니티이며, 674만명의 이용자 등록과 138만 9150명의 활성 사용자가 있다. 운영 업체가 독일에 있어서, 이용자의 대부분은 독일, 오스트리아, 스위스 등 독일어권 국가이다.

## 같이 보기
- 틴더